# JCL
JCL, Job Control Language, är ett skriptspråk utvecklat av IBM för hantering av jobbflöden. Språket är en del av operativsystemet MVS, senare namnändrat till OS/360 och därefter till z/OS, ett stordatoroperativsystem från IBM.
Ett jobb i z/OS består av en exekvering av ett eller flera program. När ett jobb ska köras i z/OS, måste det startas med hjälp av en serie instruktioner, skrivna i JCL. JCL styr vilka filer som ska allokeras till vilka program, i vilken ordning programmen ska köras och vad som ska göras om det blir ett onormalt programavbrott.